# П-914 «Соча»
| П-914 «Соча»                                | П-914 «Соча»              | П-914 «Соча»              |
| ------------------------------------------- | ------------------------- | ------------------------- |
| П-914 «Соча» P-914 «Soča» P-01 Velebit      |                           |                           |
|                                             |                           |                           |
| P-01 Velebi на морській базі Лора, 2011 рік |                           |                           |
| Під прапором                                | Югославія · Хорватія      | Югославія · Хорватія      |
| Спуск на воду                               | 1986 рік                  | 1986 рік                  |
| Виведений зі складу флоту                   | 2006 рік                  | 2006 рік                  |
| Проєкт                                      |                           |                           |
| Основні характеристики                      |                           |                           |
| Швидкість (надводна)                        | 7 вузлів                  | 7 вузлів                  |
| Швидкість (підводна)                        | 8 вузлів                  | 8 вузлів                  |
| Гранична глибина занурення                  | 120 м                     | 120 м                     |
| Автономність плавання                       | 250 миль (на 3 вузлах)    | 250 миль (на 3 вузлах)    |
| Екіпаж                                      | 4 моряки та 6 диверсантів | 4 моряки та 6 диверсантів |
| Розміри                                     |                           |                           |
| Довжина найбільша (по КВЛ)                  | 18,82 м                   | 18,82 м                   |
| Ширина корпусу найб.                        | 2,4 м                     | 2,4 м                     |
| Водотоннажність надводна                    | 76,1 т                    | 76,1 т                    |
| Озброєння                                   |                           |                           |
| Торпедно- мінне озброєння                   | 4 донні міни              | 4 донні міни              |

П-914 «Соча» (серб. П-914 «Соча», хорв. P-914 «Soča») — надмалий підводний човен ВМС Югославії 1980—2000-х років типу «Уна». За післявоєнною традицією, названий на честь річки Соча.

## Історія служби
Підводний човен «Соча» був збудований у 1986 році на верфі «Brodogradilište specijalnih objekata» в Спліті. Ніс службу у складі ВМС Югославії.
У 1991 році, під час розпаду Югославії, коли човен перебував на ремонті у Шибенику, він перейшов під контроль Хорватії. Після ремонту, який завершився у 1996 році, човен увійшов до складу ВМС Хорватії під назвою P-01 «Velebit» (на честь гірського масиву Велебит). Він ніс службу до 2005 року, у 2006 році був виключений зі складу флоту. Планується передача човна в музей.